# Вёрдуга (река)
Вёрдуга — река в России, протекает в Псковской и Ленинградской областях. Берёт своё начало из озера Завердужье. Устье реки находится в 182 км по правому берегу реки Плюссы в урочище Кривая Лука. Длина реки составляет 26 км, площадь водосборного бассейна 539 км². Русло реки практически на всём её протяжении канализировано (спрямлено каналами).
Гидроним балтийского происхождения, ср. лит. virduklis «родник, источник».

## Притоки
- В 22 км от устья, по правому берегу реки впадает река Чёрная.
- В 25 км от устья, по левому берегу реки впадает река Лубеть.
- В 30 км от устья, по левому берегу реки раньше впадала река Керебежка, ныне по каналу её сток осуществляется в Лубеть.

## Данные водного реестра
По данным государственного водного реестра России относится к Балтийскому бассейновому округу, водохозяйственный участок реки — Нарва. Относится к речному бассейну реки Нарва (российская часть бассейна).
Код объекта в государственном водном реестре — 01030000412102000026956.